# مشاش الناصفة
مشاش الناصفة قرية سعودية، تتبع مركز رضوان التابعة لمحافظة الطائف في منطقة مكة المكرمة. تقع في شمال الطائف، وتبعد عنها قرابة 135 كم.

## وصف القرية
تبعد القرية عن المركز حوالي 25 كم بإتجاه الجنوب، نوع الطريق وعر، وأقرب مدينة أو قرية بها مركز وخدمات صحية هو مركز رضوان التي تبعد عنها 25 كم. خدمات التعليم: مدرسة المشاش الابتدائية ومدرسة المشاش المتوسطة بنين، مدرسة المشاش الابتدائية بحضن بنات، مدرسة المشاش بحضن لتعليم الكبار.